# 임한빈
임한빈(2009년 6월 27일 ~ )은 대한민국의 배우이다.

## 출연

### 방송

#### 드라마
- 2016년 SBS 《아임 쏘리 강남구》 - 꼬마 도련님 역
- 2017년 KBS 2TV 《쌈 마이웨이》 - 어린 김주만 역(안재홍 아역)
- 2018년 SBS 《복수가 돌아왔다》
- 2020년 SBS 《아무도 모른다》 - 어린 고희동 역(태원석 아역)
- 2020년 채널A 《거짓말의 거짓말》 - 전진국 역
- 2021년 TV조선 《결혼작사 이혼작곡》 - 박우람 역
- 2021년 TV조선 《결혼작사 이혼작곡 2》 - 박우람 역
- 2022년 TV조선 《결혼작사 이혼작곡 3》 - 박우람 역
- 2023년 tvN 《청춘월담》 - 명안대군 역

### 영화
- 2016년 《터널》 - 빵집 아이 1 역
- 2018년 《속닥속닥》 - 은성 역
- 2018년 《신과함께: 인과 연》 - 여진족 아이들 역
- 2019년 《썬키스 패밀리》 - 김동식 역
- 2019년 《판소리 복서》 - 한빈 역
- 2019년 《감쪽같은 그녀》 - 우람 역
- 2020년 《저 산 너머》 - 만길 역

### 광고
- 2017년 유한킴벌리 크리넥스 울트라크린
- 2017년 좋은책신사고 스마트쎈